# Order & Chaos Online
Order & Chaos Online è un videogioco di genere MMORPG, sviluppato da In-house e pubblicato da Gameloft.
“Morto” agosto 2018 su iOS. Chiuso definitivamente da Gameloft il 16 febbraio 2023 su tutte le piattaforme.

## Fazioni
Nel gioco ci sono tre fazioni, e per ognuna di esse varie razze distinte:
| Fazione | Razze            |
| ------- | ---------------- |
| Order   | Umani, Elfi      |
| Chaos   | Orchi, Non-morti |
| Neutral | Mendels          |

## Classi
Nel gioco esistono cinque differenti classi: 
- Guerriero
- Monaco
- Mago
- Ranger
- Cavaliere della fiamma

## Accoglienza
Il gioco è stato accolto favorevolmente dalla critica specializzata, e detiene un punteggio di 82/100 su Metacritic.
| Recensore           | Voto  |
| ------------------- | ----- |
| AppGamer            | 100   |
| Gamereactor Denmark | 90    |
| SpazioGames.it      | 8,7   |
| Saggiamente.com     | 4.5/5 |